# Underground : L'Histoire de Julian Assange
Pour les articles homonymes, voir Underground.
Pour plus de détails, voir Fiche technique et Distribution.
Underground : L'Histoire de Julian Assange est un téléfilm biographique australien coécrit et réalisé par Robert Connolly, diffusé en 2012. 

## Synopsis
En 1989, Julian Assange, un jeune hacker, s'introduit dans les bases de données du Pentagone.

## Fiche technique
- Titre original : Underground: The Julian Assange Story
- Titre français : Underground : L'Histoire de Julian Assange
- Titre québécois :
- Réalisation et scénario : Robert Connolly d'après Underground (en) de Suelette Dreyfus
- Direction artistique : Melinda Doring (en)
- Décors : Mandi Bialek-Wester
- Costumes : Katie Graham
- Photographie : Andrew Commis
- Montage : Andy Canny
- Musique : Frank Tetaz
- Production : Helen Bowden
- Société de production : Matchbox Pictures
- Société de distribution :  Network Ten
- Pays d'origine :  Australie
- Langue originale : anglais
- Format : couleur - 35 mm - 1,85:1 - son Dolby numérique
- Genre : Film biographique
- Durée : 89 minutes
- Date de sortie : 
  - Canada : 24 avril 2012 (festival international du film de Toronto)

## Distribution
- Alex Williams (VF : Donald Reignoux) : Julian Assange
- Callan McAuliffe (VF : Antoine Schoumsky) : Prime Suspect
- Rachel Griffiths (VF : Anne Massoteau) : Christine
- Anthony LaPaglia (VF : Michel Dodane) : le détective Ken Roberts
- Laura Wheelwright (VF : Maïa Michaud) : Electra
- Benedict Samuel (VF : Sébastien Boju) : Jonah
- Jordan Raskopoulos (VF : Philippe Bozo) : Trax
- Daniel Frederiksen (VF : Arnaud Arbessier) : Wayne
- Doug Bowles (VF : Richard Leblond) : Fred

Source et légende : Version française (VF) selon le carton du doublage français.

## Diffusion
Le téléfilm est diffusé en Australie sur Network Ten en octobre 2012. Il est visionné par 1,3 million de téléspectateurs.

## Accueil

### Distinctions

#### Nominations
Le téléfilm est nommé dans deux catégories aux AACTA Awards, dont la 2e cérémonie a lieu en janvier 2013.